# Le Perthus
Le Perthus – miejscowość i gmina we Francji, w regionie Oksytania, w departamencie Pireneje Wschodnie.
Według danych na rok 1990 gminę zamieszkiwały 634 osoby, a gęstość zaludnienia wynosiła 148 osób/km² (wśród 1545 gmin Langwedocji-Roussillon Le Perthus plasuje się na 452. miejscu pod względem liczby ludności, natomiast pod względem powierzchni na miejscu 1044.). 

## Zabytki
Zabytki na terenie gminy posiadające status monument historique:
- Fort de Bellegarde
- stanowisko archeologiczne Panissars (Site archéologique du Panissars)

## Populacja

Populacja Le Perthus w latach 1962–2008